# General Electric LM2500
General Electric LM2500 je aeroderivativna plinska turbina, ki je razvitaiz visokoobtočnega turboventilatorskega motorja CF6. Danes uporablja LM2500 turbino več kot 24 vojnih mornaric z več kot 870 turbinami. Za različne uporabe je bilo do danes izdelanih že več kot 2000 turbin LM2500.
Sprva je bila LM500 uporabljena na rušilcu Ameriške vojne mornarice DD 963 in je razvijala 21500 konjskih sil na izhodni gredi reduktorja. Kasneje je GE povečal moč na 26500 konjskih sil za rušilec DDG-51. Štiri turbine so razvijale skupaj 105000 kojskih sil in omogočale hitrosti čez 30 vozlov. Leta 1993 je bila moč trubine povečana na 29500 in kasneje še enkrat na 32000 konjskih sil na ladji Seagate.
Novejša zmogljivejša verzija LM 2500+ razvija 39000 konjskih sil pri termodinamičnem izkoristku 39%. Nizkotlačna turbina se vrti z 3600 obrati in ima nižje stroške obratovanja kot prejšnje izvedbe. Večja moč razvija zaradi 23% večjega pretoka skozi kompresor, ki ima dodano novo stopnjo imenovano "Zero stage". Zero stage v bistvu dodatni polni glavni kompresor. Povečali so tudi delovno temperaturo v zgorevalni komori in turbini. Najnovejša verzija LM2500 G4 razvija 35320 kW in uporablja višje tlačno razmerje 24,2. Izhodna hitrost je 3600 obratov, prilagojena za generacijo 60 Hz električnega toka.
LM2500 ima 16 stopenjski aksialni kompresor, ki ga poganja dvostopenjska visokotlačna turbina. Kompresor ima eno stopnjo IGV (Inlet Guide Vanes), 6 spremenljivih stopenj (VSV- Variable Stator Vanes) in deset fiksnih statorskih stopenj. IGV in VSV lahko spreminjajo geometrijo, za lažje pospeševanje in preprečevanje "Stalla" kompresorja. Na šestnajsti stopnji se odvaja kompresorki zrak "Bleed air", ki ga poleg motorja lahko uporabimo tudi v druge namene, vendar s tem zmanjšamo izhodno moč na gredi. Ko je potrebna največja izhodno moč, se lopute za bleedair zaprejo.
Zgorevalna komora je enako kot pri letalskem CF6 obročasta z 30 šobami in 2 vžigalnimi svečkami, ki delujeta samo ob zagonu. Približno 30% vstopnega zraka sodeluje pri zgorevanju, ostalo pa se porabi za centriranje plamena in hlajenje. Visokotlačna turbina ima dve stopnji in je povezana z 16 stopenjskim kompresorjem. Uporabi približno 60% termalne energije za poganjanje kompresorja in dodatne opreme motorja, kot so centrifugalna črpalka za gorivo, črpalka za olje, pnevmatski starter, separator olje/zrak. Gred za dodatno opremo uporablja reduktor za zmanjševanje vrtilne frekvence glavne gredi in je priklopljena v bližini kompresorja. Nizkotlačna prosta (delovna) turbina pretvori ostalih 35-40% procentov v uporabno mehansko delo. Povezana je na reduktor preko fleksibilnega spoja, ki blaži radialne in aksialne sunke.